# Mista en vän
Mista en vän, psalm från 1998 med musik och text av Gullan Bornemark.

## Publicerad som
- Nr 799 i Verbums psalmbokstillägg 2003 under rubriken "Livets gåva och gräns".